# Ахадов, Валерий Бакиевич
Вале́рий Баки́евич Аха́дов (род. 9 августа 1945, Самарканд) — советский и российский режиссёр театра и кино. Заслуженный деятель искусств Российской Федерации (2002).

## Биография
Родился 9 августа 1945 года в Самарканде.
В 1963—1965 годы учился на философском факультете МГУ, работал осветителем и ассистентом оператора на студии «Таджикфильм»
В 1971 году окончил режиссёрский факультет ВГИКа (мастерская Е. Дзигана).
Работал главным режиссёром Таджикского академического театра драмы имени Лахути.
В 1974 году вступил в КПСС.
В 1978—1986 годы работал первым секретарём Союза кинематографистов Таджикской ССР.
В 1987—1991 годы работал главным режиссёром Государственного русского театра в Душанбе.
В 1989 году создал и возглавил в Душанбе экспериментальный театр-студию «Полуостров».
В 1991 году вывез основную часть труппы в Магнитогорск.
В 1991—1998 годы работал главным режиссёром Драматического театра имени А. С. Пушкина (г. Магнитогорск)
В 1993—1998 годы вёл актёрскую мастерскую в Магнитогорской государственной консерватории.
В 2004 годы стал доцентом ВГИКа. Среди учеников — Вячеслав Каминский (фильм «Камень»), Михаил Морсков (спектакли «God is a DJ» в Центре драматургии и режиссуры, «Тестостерон» в Театре имени Пушкина), Евгений Шелякин (фильм «ЧБ») и др.
16 ноября 2008 года избран в первый состав федерального политического совета создаваемой партии «Правое дело».
В 2020 году о жизни и творчестве режиссера театра и кино Валерия Бакиевича Ахадова был снят документальный фильм "Уходящая натура. Портрет режиссера Ахадова"

## Театральные постановки

### В Таджикистане
- 1988 — «Дорогая Елена Сергеевна» Л. Разумовской
- 1989 — «Вера. Надежда. Любовь» Е. Козловского
- 1990 — «Восхождение на Фудзияму» Чингиза Айтматова[4].

### В России
Магнитогорск
- 1991 — «Вера. Надежда. Любовь» Е. Козловского
- 1991 — «Дорогая Елена Сергеевна» Л. Разумовской
- 1992 — «Без зеркал» Н. Климонтовича
- 1993 — «Варшавская мелодия» Л. Зорина
- 1993 — «Мадам Маргарет» Ж. Дебазье (с Анни Жирардо)
- 1993 — «Мементо» Д. Жаке (с артистами из Франции)
- 1994 — «Чайка» А. Чехова
- 1996 — «Без вины виноватые» А. Островского
- 1996 — «Медовый месяц» Г. Барилли
- 1996 — «Ну всё, всё… Всё?» Н. Брода
- 1996 — «Вишнёвый сад» А. Чехова

Москва
- 1997 — «Ну всё, всё… всё?» Н. Брода (Антреприза Наума Брода)
- 1997 — «Публике смотреть воспрещается» Ж. Марсана (Московский театр юного зрителя)
- 1999 — «Искушение» (Театральное агентство «Арт-партнёр XXI»)

Уфа
- 1999 — «Без вины виноватые» А. Островского (Русский академический театр драмы Башкортостана)
- 2014 — «Заговор чувств» Юрия Олеши (Русский академический театр драмы Башкортостана)

### В других странах
- 2000 — «Маленькие трагедии» А. Пушкина (Государственный театр Кипра)
- 2001 — «Чайка» А. Чехова (Государственный театр Кипра)

## Фильмография

### Режиссёр
1. 1971 — Вперёд, гвардейцы! (ТВ)
2. 1972 — Наш Боки
3. 1976 — Семейные дела Гаюровых (ТВ)
4. 1977 — Кто поедет в Трускавец (ТВ)
5. 1980 — Апрельские сны (ТВ)
6. 1983 — Семейные тайны (ТВ)
7. 1986 — Дополнительный прибывает на второй путь (совместно с С. Курбановым)
8. 1986 — Хромой дервиш (совместно с Й. Кишем, Венгрия)
9. 1988 — Взгляд (совместно с С. Курбановым)
10. 1989 — Руфь
11. 1992 — Я обещала, я уйду…
12. 1993 — Личная жизнь королевы (совместно с З. Миршакар)
13. 1999 — Женщин обижать не рекомендуется
14. 2002 — Подмосковная элегия
15. 2002 — Свободная женщина
16. 2003 — Свободная женщина 2
17. 2003 — Крёстный сын
18. 2005 — Парниковый эффект
19. 2006 — Бесы (совместно с Геннадием Карюком)
20. 2007 — Живописная авантюра (ТВ)

### Сценарист
1. 1988 — Взгляд

### Актёр
1. 1970 — Взлётная полоса (ТВ)
2. 1970 — Жених и невеста
3. 2020 — Уходящая натура. Портрет режиссера Ахадова (документальный), играет самого себя[5]

## Звания
- Заслуженный деятель искусств Российской Федерации (31 января 2002 года) — за заслуги в области искусства[6].
- Заслуженный деятель искусств Таджикистана
- Академик киноакадемии «Ника»
- Член правления Гильдии кинорежиссёров России
- Постоянный член жюри кинофестиваля «Сталкер»

## Награды
- Премия «Золотой овен» (за организацию в Магнитогорске кинофестиваля мелодрамы «Хрустальная слеза» в 1994)
- Гран-при МКФ в Будапеште (1986)
- Главный приз Золотой дукат на Международном кинофестивале в Мангейме (1984)
- Специальный приз и диплом на Всесоюзном кинофестивале в Киеве (1984)
- Диплом за лучшую режиссуру на Всесоюзной неделе-смотре работ молодых кинематографистов в Кишинёве (1983)
- медаль «За трудовое отличие» (19.05.1981)
- Орден «Содружество» (17 апреля 2014 года, Межпарламентская ассамблея СНГ) — за активное участие в проведении международного телекинофорума «Вместе», вклад в укрепление дружбы между народами государств — участников Содружества Независимых Государств[7].